# Hedwig Wangel
Hedwig Wangel, nasceu Amalie Pauline Hedwig Simon (Berlim, 23 de setembro de 1875 – Rendsburg, 12 de março de 1961) foi uma atriz de teatro e cinema alemã.

## Filmografia selecionada
- 1925: Die letzte Droschke von Berlin
- 1926: Kreuzzug des Weibes
- 1926: Dagfin
- 1953: Ave Maria
- 1955: Rosen im Herbst
- 1956: Das Sonntagskind
- 1956: Ohne Dich wird es Nacht
- 1958: Die Käserei in der Vehfreude